# Martingale-módszer
A martingale-módszer egy szerencsejáték-stratégia, aminek során a játékos egyre növekvő tétekkel próbálja visszanyerni az eddigi veszteségeit. Eredetileg a 18. századi Franciaországban terjedt el egy egyszerű, pénzfeldobós szerencsejáték kapcsán; mára számos olyan játékban játsszák, ahol két egyforma valószínűségű kimenetelre lehet fogadni.
A stratégia abból áll, hogy a játékos mindig megduplázza a tétet. Mivel a nagy számok törvénye alapján előbb-utóbb nyernie kell, és az aktuális tét mindig kicsit nagyobb, mint az összes addig elvesztett tét együttvéve, az összesített eredményének előbb-utóbb pozitívnak kell lennie. Például ha kezdetben 1 egységben fogad, és csak tizedszerre nyer, akkor az első kilenc játék során 1+2+4+8+16+32+64+128+256+512 = 1023 egységet veszít, a tizedik során azonban 1024-et nyer, így pluszba kerül. Ezután újból kezdheti egységnyi téttel, és így tovább.
Valójában a módszer csak akkor működne, ha a játékosnak végtelen sok pénze lenne, és bármilyen sokáig, és bármekkora tétekkel játszhatná a játékot. A valóságban előbb-utóbb bekövetkezik egy olyan hosszú vereségsorozat, ami alatt elfogy a pénze, vagy eléri a megengedett maximális feltehető összeget. Így a martingale-t játszók általában sok kis nyereség után egy katasztrofális veszteséggel fejezik be a játékot.

## Matematikai megközelítés
A fent leírt stratégia (különösen megfelelő tálalásban) rendkívül vonzóan hangzik, sok internetes kaszinó játékra buzdító, „beetető” oldalán hivatkoznak rá mint a biztos nyerés lehetőségére. Valójában ez még a probléma rendkívül idealizált megközelítése esetén sem teljesül.
Vizsgáljuk meg a martingale-módszert például a francia rulett keretein belül! A feltevések a következők:
- A játékos előre eldönti, mekkora nyereménnyel a zsebében kívánja befejezni a játékot. Jelöljük ezt {\displaystyle C}-vel!
- A játékos a piros/fekete (vagy ezekkel megegyező nyerési esélyű) mezőkre rak. {\displaystyle C} értékű téttel kezd. Valahányszor veszít, a következő körben megduplázza a tétet, amikor először nyer, kiszáll a játékból. Siker esetén pont {\displaystyle C}-vel lesz gazdagabb, hiszen ilyen mezőkön a nyeremény a felrakott tét duplája.
- A minimális tét (ha van), nem nagyobb {\displaystyle C}-nél, és egyéb tényezők (pl. időkorlát) sem zavarják meg a játékost, aki sosem tér el a stratégiától megrészegülve a kezdeti sikertől.
- A megrakható téteknek vélhetően van felső korlátja, de ha mégse, a játékos rendelkezésre álló vagyonának mindenképp. Jelöljük {\displaystyle M}-mel a maximálisan megjátszható összeget!

Az utolsó pont lényegében elkerülhetetlen, a kutya pedig itt van elásva.

Elsőként számoljuk ki, hány kör alatt merül ki a vagyonunk ({\displaystyle n})!
A kapcsos zárójel egészrészt jelent. Az {\displaystyle n}-t egyébként könnyű kézzel kiszámolni. Ha például 1000 Ft-ot akarunk nyerni, és a vagyonunk 50 000 Ft ({\displaystyle M=50000}, {\displaystyle C=1000}), akkor a feltett tétek vesztés esetén: {\displaystyle 1000+2000+4000+8000+16\,000=31\,000}. Itt álljunk is meg, hiszen a hatodik körben 32 000-et kéne feltennünk, ez viszont már összesen 63 000 Ft-ot igényelne, ami meghaladja a keretet, ezért
{\displaystyle n=5}. Akármilyen meglepő, már öt környi balszerencse elegendő 31 000 Ft elvesztéséhez, hiszen nem tudunk újra duplázni.

Most, hogy megvan, hány peches kör vezet a csődhöz, számoljuk ki, mekkora valószínűséggel fog ez megtörténni, illetve hogy mekkora összeget vesztünk ekkor. Jelöljük {\displaystyle p}-vel annak a valószínűségét, hogy nyerünk egy körben. Ez még a piros/fekete mezők esetében sem 50%, hiszen a 18-18 piros ill. fekete szám mellett a 0 mindig veszít. Ezért esetünkben

Annak a valószínűsége, hogy {\displaystyle n} körön át veszítünk ({\displaystyle L}):
{\displaystyle L=\left(1-p\right)^{n}=\left({\frac {19}{37}}\right)^{n}},

és eddigre az összes elvesztett pénz:

Ezen adatok ismeretében ki lehet számolni a nyeremény várható értékét:
Az utolsó formából látszik, hogy mivel {\displaystyle 38/37>1}, a várható érték mindig negatív (esetleg 0) lesz.

### Egy példa
Legyen {\displaystyle M=750} € költőpénzünk, {\displaystyle C} pedig 20 €!

Hány vesztes kör alatt esnénk ki?

A kiesés valószínűsége és a bukott pénzösszeg:
A 3,57% azt jelenti, hogy várhatóan minden 28 próbálkozásból egyszer elveszítenénk a 620 €-t, a maradék 27 esetben pedig nyernénk 20 €-t. {\displaystyle \left(100/3,57\approx 28\right)}.

Ezért a nyeremény várható értéke alkalmanként
azaz 2,85 € veszteség. Mivel szerencsétlen kimenetel valószínűsége ({\displaystyle L}) viszonylag nagy, itt a várható veszteség már kevés játék után is érezteti hatását. Leginkább kockázatkedvelő szerencsevadászoknak ajánlható.
Némileg módosul a helyzet, ha mondjuk félmilliós vagyon mellett csak 1 €-t célzunk meg. Ekkor {\displaystyle L} lényegesen kisebb (kb. 0,0006%), ezért nagy valószínűséggel sosem fogjuk a 262 ezer eurós veszteséget elszenvedni. Más kérdés, hogy ez az összeg 6%-os kamat mellett többet kamatozna egy bankban, még ha az év minden napján 80 alkalommal játszanánk is (vereség nélkül). Most vizsgáljuk meg a kaszinó nézőpontját: ebben az esetben is várhatóan minden 162 205 próbálkozás során veszíteni fog valaki 262 143 eurót, és ennyi kör talán fél éven belül le is játszódik. Ekkor a kaszinó beszedi a 262 ezer €-t, ebből kifizeti a maradék 162 ezer játékos nyereményét, ezen felül pedig marad 100 000 € bevétele.